# Caso degli emoderivati infetti
Il caso degli emoderivati infetti è un caso giudiziario causato dalla messa in commercio, a partire dagli anni settanta, di emoderivati infettati dai virus delle epatiti virali (HBV e HCV) e dell'HIV, prodotti da plasma raccolto da individui ad alto rischio infettivo come detenuti, tossicodipendenti e persone con comportamenti sessuali a rischio.
I principali contagiati sono stati soggetti emofilici, che necessitano di infusioni di fattori della coagulazione (fattore VIII e fattore IX).
Le imprese farmaceutiche coinvolte includevano l'Alpha Therapeutic Corporation, l'Institut Mérieux (ora parte della Sanofi), la Bayer e la sua divisione Cutter Biological, la Baxter International e la sua divisione Hyland Pharmaceutical. In Italia, furono sottoposte a indagini il direttore generale del Ministero della Sanità Duilio Poggiolini ed alcune aziende del gruppo Marcucci; il processo penale si è concluso con l'assoluzione di tutti gli imputati.
Un caso simile fu quello del sangue infetto, sviluppatosi in contemporanea.

## Preoccupazioni iniziali
Nel 1981 la preoccupazione stava crescendo a riguardo di una malattia infettiva non identificata associata al collasso del sistema immunitario, che successivamente sarebbe diventata nota come da sindrome da immunodeficienza acquisita (AIDS). Negli Stati Uniti si riscontrava principalmente negli uomini omosessuali e nei consumatori di droghe per via endovenosa, mentre in Francia i medici la riscontravano in un gruppo più eterogeneo di pazienti. Il 16 luglio 1982 il centro per la prevenzione e il controllo delle malattie (CDC) statunitense ha riscontrato che tre emofiliaci avevano contratto l'AIDS.
Gli epidemiologi iniziarono a ipotizzare che la malattia potesse diffondersi attraverso gli emoderivati, con gravi implicazioni per gli emofiliaci che venivano sottoposti periodicamente a somministrazione di concentrati prodotti da grandi lotti (pools) di plasma, molto del quale raccolto in un periodo compreso tra la fine degli anni settanta e l'inizio degli anni ottanta, prima ancora che venissero anche solamente riscontrati i primi casi di AIDS, mediante plasmaferesi da donatori a pagamento, spesso in città con popolose comunità di omosessuali e tossicodipendenti per via endovenosa, oppure dalle carceri statunitensi e di Paesi sottosviluppati.

### Gli eventi in Francia e USA
Nel gennaio 1983 il direttore degli approvvigionamenti di plasma per la Cutter Biological (una divisione della Bayer) ha riconosciuto in una lettera che «esistono prove evidenti che l'AIDS si trasmette ad altre persone attraverso [...] plasmaderivati». Nel marzo 1983 il CDC ha avvertito che i prodotti emoderivati «sembrano essere responsabili dell'AIDS tra i pazienti con emofilia».
Nel maggio 1983 un'azienda rivale della Cutter iniziò a produrre concentrati di fattori della coagulazione trattata al calore e la Francia decise di interrompere tutte le importazioni di concentrati dall'estero in attesa di sviluppi. In base a una nota interna, la Cutter, che temeva di perdere clienti, ideò un piano di marketing con cui si «vuole dare l'impressione che stiamo migliorando continuamente il nostro prodotto senza dire loro che ci aspettiamo presto di avere anche un concentrato» trattato termicamente: questo per prendere tempo nei confronti dei clienti e dare l'impressione che gli asseriti continui miglioramenti fossero relativi alla sicurezza verso la trasmissione dell'HIV. Secondo uno studio governativo, il processo al calore ha reso il virus dell'HIV «non rilevabile». Nel giugno 1983 una lettera della Cutter ai distributori in Francia e in altri venti Paesi affermava che «l'AIDS è diventato centro di risposte irrazionali in molti Paesi» e che questo fosse «particolarmente preoccupante per noi [...] a causa di speculazioni non comprovate secondo cui questa sindrome possa essere trasmessa da alcuni emoderivati».
La Francia ha quindi continuato ad acquistare dalla Cutter il concentrato non trattato termicamente almeno fino all'agosto 1983.
Il 29 febbraio 1984 la Cutter divenne l'ultima delle quattro maggiori società produttrici di emoderivati a ottenere l'approvazione degli Stati Uniti per la vendita di un concentrato trattato termicamente. Anche dopo che la Cutter iniziò a vendere il nuovo prodotto, la società proseguì per diversi mesi, fino all'agosto 1984, a produrre concentrato non trattato termicamente. Una delle ragioni per proseguire nella produzione è stata che la Cutter aveva stipulato diversi contratti a prezzo fisso e riteneva che il vecchio prodotto sarebbe stato meno costoso da produrre, evitando così una perdita economica.
Funzionari della Bayer (rispondendo a nome della Cutter) hanno rilasciato una dichiarazione in cui si affermava che la Cutter ha continuato a vendere il prodotto non trattato «perché alcuni clienti dubitavano dell'efficacia del nuovo farmaco» e perché alcuni Paesi erano lenti a rilasciare le autorizzazioni alla commercializzazione. La società ha anche affermato che una carenza di plasma, utilizzato per produrre gli emoderivati, aveva impedito alla Cutter di produrre una maggiore quantità di prodotto trattato. I funzionari hanno anche affermato che una carenza globale di plasma nel 1985 ha impedito alla Cutter di produrre più prodotti trattati termicamente tuttavia, poiché la Cutter utilizzava parte della sua limitata fornitura di plasma per produrre gli emoderivati non trattati, potrebbe aver contribuito alla carenza di plasma da destinare alla produzione di prodotti inattivati termicamente.

## Distribuzione in Asia e America Latina
Secondo il New York Times, mentre la Bayer ha affermato che i «requisiti procedurali» imposti da Taiwan hanno rallentato la loro possibilità di vendere il nuovo prodotto, Hsu Chien-wen, un funzionario del dipartimento della salute di Taiwan, nel 2003 ha dichiarato che la Cutter non ha richiesto il permesso per vendere il farmaco trattato termicamente fino al luglio 1985, un anno e mezzo dopo averlo fatto negli Stati Uniti. Cindy Lai, vicedirettrice del dipartimento della salute di Hong Kong, ha affermato che negli anni ottanta la Cutter, per commercializzare il nuovo prodotto, avrebbe necessitato solamente di una licenza di importazione la quale viene concessa «normalmente in una settimana».
Mentre le vendite del nuovo prodotto (termicamente trattato) stavano andando bene, in una riunione interna alla Cutter è emerso che «c'è un eccesso di scorte di prodotto non trattato» e questo ha portato la società a «riesaminare nuovamente i mercati internazionali per determinare se è possibile vendere maggiormente questo prodotto». Per evitare di rimanere con delle giacenze di un prodotto che si stava rivelando sempre meno commercializzabile, la Cutter decise di vendere prodotto non termicamente trattato per un valore di diversi milioni di dollari a Paesi dell'Asia e dell'America Latina mentre continuò a vendere il prodotto più sicuro ai Paesi occidentali.
Verso la fine del 1984, quando un distributore di Hong Kong chiese alla Cutter informazioni riguardo al nuovo prodotto trattato, i documenti mostrano che la Cutter chiese al distributore di «utilizzare le scorte» del farmaco non trattato prima di passare alla distribuzione di quello «più sicuro e migliore» trattato al calore. Diversi mesi dopo, dopo che gli emofilici di Hong Kong iniziarono a rivelarsi positivi all'HIV, alcuni medici locali iniziarono a chiedersi se la Cutter stesse vendendo emoderivati infetti da HIV ai Paesi meno sviluppati. La Cutter respinse l'accusa, sostenendo che il prodotto non inattivato al calore non rappresentava un «pericolo grave» ed era in effetti «lo stesso eccellente prodotto che abbiamo fornito per anni».
Nel maggio 1985, quando il distributore hongkonghese, chiedendo il nuovo prodotto trattato, parlò di un'emergenza medica incombente, la Cutter rispose che la maggior parte del nuovo prodotto serviva a rifornire gli Stati Uniti e l'Europa e che non c'era a sufficienza per Hong Kong, tranne una piccola quantità per i «pazienti più ferventi».
La Food and Drug Administration (FDA) statunitense contribuì a mantenere queste notizie lontano dal pubblico. Nel maggio 1985, il regolatore della FDA per i prodotti emoderivati, Harry M. Meyer Jr., ritenendo che le imprese avessero violato un accordo volontario per ritirare dal mercato il prodotto non trattato, convocò i funzionari delle imprese farmaceutiche e ordinò loro di ritirare i prodotti. Le note della Cutter relative a quella riunione indicano che Meyer chiese che il problema venisse «risolto tranquillamente senza allertare il Congresso, la comunità medica e il pubblico» mentre un'altra impresa ha appuntato che la FDA voleva risolvere la questione «rapidamente e silenziosamente».
Allo stesso tempo, un funzionario della Cutter scrisse che «sembra non ci siano più mercati nell'Estremo Oriente dove possiamo aspettarci di vendere quantità significative di [prodotto] non trattato al calore» e quindi nel luglio 1985 le vendite di prodotto non trattato vennero cessate.
Secondo il New York Times, medici e pazienti contattati all'estero hanno dichiarato di non essere a conoscenza dei contenuti dei documenti della Cutter. Gli effetti sono quasi impossibili da determinare. Dal momento che diversi documenti non sono più disponibili e per il fatto che passò diverso tempo prima che venisse messo a punto un test per la ricerca dell'HIV, non è possibile conoscere quando gli emofilici stranieri siano stati infettati dall'HIV (ovvero se prima che la Cutter iniziasse a vendere il prodotto trattato termicamente e quindi più sicuro oppure dopo questo momento).
I giornalisti del New York Times che hanno condotto l'inchiesta giornalistica sono venuti in possesso di questi documenti («memorandum interni, note di incontri di marketing aziendale e telex a distributori stranieri») in gran parte inosservati in quanto parte della produzione documentale nelle cause intentate dagli emofilici statunitensi. Sidney M. Wolfe, direttore del Public Citizen Health Research Group, che ha indagato sulle pratiche del settore per tre decenni, li ha definiti «i documenti interni di un'industria farmaceutica più incriminanti che abbia mai visto».
Il 22 agosto 2003, nel segmento "Rat of the Week" del programma Scarborough Country della MSNBC, un rappresentante della Bayer è stato intervistato Mike Papantonio, consulente legale del programma, riguardo all'inchiesta del New York Times. Nel corso dell'intervista è stato dichiarato che il prodotto, di cui la Bayer era a conoscenza del rischio di contaminazione, è stato «commercializzato [...] in Giappone, Spagna e Francia». Fino a oggi, il dipartimento della giustizia degli Stati Uniti non ha avviato alcuna investigazione sui dirigenti aziendali delle imprese farmaceutiche coinvolte.

## Canada
In Canada, all'epoca dell'introduzione dei test per la ricerca dell'HIV alla fine del 1985, circa 2.000 persone risultavano infettate dall'HIV e fino a 60.000 dal virus dell'epatite C. Nel 1993 venne istituita una commissione d'inchiesta (la commissione Krever) per investigare sulle accuse secondo cui il sistema di governo, organizzazioni private e organizzazioni non governative responsabili della fornitura di sangue e prodotti emoderivati al sistema sanitario canadese avrebbero permesso l'utilizzo di sangue infetto. Sono instaurate tre cause contro la Croce Rossa canadese da parte di persone che ricevettero sangue o emoderivati infetti, due delle quali morirono a causa dell'AIDS e una risultò essere infettata dall'HIV. Nell'aprile 2001 la corte suprema del Canada ha riconosciuto la Croce Rossa canadese colpevole di negligenza per non aver controllato efficacemente i donatori di sangue per la presenza dell'HIV.

## Francia
In Francia, circa 4.000 persone, tra cui molti emofilici, hanno ricevuto emoderivati infetti dall'HIV. Due ex ministri della salute sono stati condannati per omicidio colposo per non aver fatto testare adeguatamente il sangue nel 1985 (anno chiave in quanto a quell'anno risale il primo test efficace in grado di rilevare l'HIV), causando la morte di cinque persone a causa dell'AIDS e l'infezione di due altre persone. Altri due funzionari governativi che avevano permesso, sempre nel 1985, l'utilizzo di emoderivati non trattati al calore per l'inattivazione virale quando invece erano già disponibili, vennero condannati a una pena detentiva.
Presumibilmente, tutti e tre i politici condannati hanno ritardato l'introduzione in Francia di un test di produzione statunitense per la ricerca dell'HIV sul sangue fino quando un prodotto rivale di produzione francese era pronto per essere introdotto sul mercato.

## Giappone
In Giappone, il ministro della salute non ha vietato i prodotti emoderivati non trattati al calore per l'inattivazione virale fino al dicembre 1985, nonostante fosse a conoscenza del fatto che erano contaminati. Di conseguenza, oltre 1.400 emofilici giapponesi sono stati infettati dall'HIV e più di 500 sarebbero morti fino al 2001.
Nel novembre 1995, un procedimento giudiziario avviato da alcuni emofilici infettati si concluse con la condanna al pagamento in loro favore di 420.000 dollari suddivisi a metà tra le imprese farmaceutiche e il governo giapponese. Nel febbraio 2000, tre dirigenti di imprese farmaceutiche accusati di aver commercializzato prodotti emoderivati infetti dall'HIV sono stati condannati a pene detentive. Tuttavia, nel marzo 2001, un tribunale di Tokyo ha scagionato uno dei massimi esperti di AIDS dell'epoca dall'accusa di negligenza professionale emersa dallo scandalo.

## Iran
In Iran, alla fine degli anni novanta, l'ex capo del centro trasfusionale nazionale e due altri medici sono stati processati per diversi capi d'imputazione, tra cui negligenza per l'importazione dalla Francia di prodotti emoderivati infettati dall'HIV. Il caso è scaturito dalle denunce da parte di circa 170 persone, molte delle quali bambini, affetti da emofilia e da talassemia, due malattie del sangue che necessitano di somministrazione periodica di emoderivati.
In base ai dati del ministro della salute iraniano, circa 300 sono stati infettati. Secondo Fars News, l'Iran è stato l'unico Paese che non ha ricevuto né scuse ufficiali né alcuna compensazione da parte della Francia per i danni subiti. La visita in Iran del ministro degli esteri francese Laurent Fabius, in occasione dell'accordo sul nucleare (la prima dopo lo scandalo degli emoderivati infetti), ha sollevato polemiche e rabbia tra alcuni cittadini e sugli organi di informazione.

## Iraq
Nel 1986 i funzionari del ministero della salute di Saddam Hussein avevano stabilito che almeno 115 emofilici iracheni avevano contratto l'AIDS in seguito all'utilizzo di fattori della coagulazione importati dalla Francia e dall'Austria. Secondo quanto riferito da Said I. Hakki, il direttore della Mezzaluna Rossa irachena, 189 emofilici con un'età che va dai 6 mesi ai 18 anni avevano contratto l'HIV da prodotti emoderivati venduti all'Iraq dall'Institut Mérieux (Francia) e dall'Immuno (Austria) dal 1982 al 1986. Non essendo possibile rilevarlo, il virus si diffuse ad almeno altri 50 iracheni attraverso rapporti sessuali, parto e allattamento al seno.
Nell'agosto 2005, i circa 35 sopravvissuti, assieme alle famiglie di coloro che nel frattempo sono deceduti, e la Mezzaluna Rossa irachena hanno citato in giudizio il ministero della salute, l'Institut Mérieux e l'Immuno, due società che hanno acquisito o sono succedute alle imprese che hanno venduto gli emoderivati infetti all'Iraq. L'Institut Mérieux è ora parte della Sanofi-Aventis mentre l'Immuno è stata acquisita dalla Baxter International nel 1996.
Molti degli emofilici infettati nel 2006 hanno parlato al New York Times delle loro vite durante il regime di Saddam Hussein. Hanno raccontato di essere stati costretti a «firmare un impegno giurando di non lavorare, sposarsi, frequentare le scuole, utilizzare piscine pubbliche o barbieri, visitare studi medici o riferire a qualcuno delle loro condizioni», la cui violazione era punibile con la morte. Le abitazioni delle famiglie delle persone infette avevano delle iscrizioni sui muri esterni che richiedevano ai vicini di stare lontano perché l'abitazione era contaminata dall'HIV e anche i fratelli non infettati dal virus non erano autorizzati a sposarsi. A partire dal 2006, gli emofilici infetti ricevono circa 35 dollari al mese in assistenza governativa ma nessun farmaco antiretrovirale contro l'HIV.

## Irlanda
La commissione Lindsay è stata istituita in Irlanda nel 1999 per investigare le infezioni da HIV e HCV contratte dagli emofilici in seguito alla somministrazione di emoderivati infetti forniti dal servizio trasfusionale irlandese.

## Italia
Secondo l'Associazione Politrasfusi Italiani presieduta da Angelo Magrini, fino al 2001, 1.300 persone, tra cui quasi 150 bambini, sono deceduti in Italia a causa di emoderivati o plasma infetti somministrati a partire dal 1985.
Il tribunale di Roma ha riconosciuto il ministero della salute responsabile dei danni causati a 351 persone che hanno contratto l'HIV e il virus dell'epatite C attraverso la somministrazione di emoderivati infetti. Il tribunale ha riconosciuto che il ministero è stato troppo lento nell'introduzione di misure atte a prevenire la trasmissione di virus attraverso le donazioni di sangue e non ha disposto opportuni controlli sul plasma e sugli emoderivati. Sebbene 100 persone fossero già decedute, il tribunale ha riconosciuto il diritto delle loro famiglie a ricevere un risarcimento.

## Portogallo
In Portogallo, più di 100 emofilici sono stati infettati dall'HIV dopo aver ricevuto trasfusioni di plasma contaminato che sono state importate e distribuite da parte del servizio sanitario pubblico. Nel 2001 un tribunale ha incriminato l'ex ministro della salute Leonor Beleza per aver permesso la propagazione di una malattia contagiosa durante il suo mandato negli anni ottanta.

## Regno Unito
Nel Regno Unito, la somministrazione di fattori della coagulazione infetti da parte del servizio sanitario dagli anni settanta agli anni ottanta ha causato l'infezione di 3.891 emofilici con il virus dell'epatite C, dei quali 1.243 sono stati infettati anche dall'HIV.
All'inizio degli anni duemila, nonostante autorevoli sostenitori, la richiesta di istituzione di una commissione d'inchiesta pubblica viene rigettata. In risposta a questo diniego, nel 2007 viene istituita una commissione d'inchiesta indipendente (la commissione Archer) per investigare sulla diffusione di sangue ed emoderivati infetti. L'anno successivo la Scozia istituisce una commissione d'inchiesta pubblica (la commissione Penrose) mentre bisogna attendere il 2017 per vedere l'annuncio da parte del primo ministro Teresa May di una commissione d'inchiesta pubblica estesa a tutta la nazione; nel 2024 l'esito dell'inchiesta ha permesso di far emergere gravi insabbiamenti da parte delle autorità britanniche negli anni '70 e '90, comportamento che portato migliaia di persone ad essere infettate da HIV ed epatite C tramite trasfusioni di sangue contaminato, lo stesso rapporto dell'inchiesta richiede risarcimenti immediati per le vittime.

## Cina
Negli anni novanta in Cina nella provincia di Henan, le autorità sanitarie incoraggiavano la popolazione a vendere il proprio sangue. La mancanza di precauzioni unita al silenzio delle autorità durato fino al 2004, ha provocato una enorme diffusione di malattie, denunciata dal giornalista francese Pierre Haski.